# ميدلتاون (كونيتيكت)
ميدلتاون (بالإنجليزية: Middletown, Connecticut)‏ هي مدينة تقع بولاية كونيتيكت في الولايات المتحدة. تأسست عام 1651، تبلغ مساحتها 109.6 (كم²)، وترتفع عن سطح البحر 12 م، بلغ عدد سكانها 47648 نسمة في عام 2010 حسب إحصاء مكتب تعداد الولايات المتحدة وتصل الكثافة السكانية فيها 450 نسمة/كم2.

## التركيبة السكانية
حدّد مكتب تعداد الولايات المتحدة بيانات التركيبة السكانية لميدلتاون في تعداد الولايات المتحدة. في ما يلي، التركيبة السكانية حسب تعدادي 2000 و2010.

### تعداد عام 2000
بلغ عدد سكان ميدلتاون 43,167 نسمة بحسب تعداد عام 2000، وبلغ عدد الأسر 18,554 أسرة وعدد العائلات 10,393 عائلة مقيمة في المدينة. في حين سجلت الكثافة السكانية 393.4 نسمة لكل كيلومتر مربع (1,018.9/ميل2). وبلغ عدد الوحدات السكنية 19,697 وحدة بمتوسط كثافة قدره 179.5 لكل كيلومتر مربع (464.9/ميل2).
وتوزع التركيب العرقي للمدينة بنسبة 80.01% من البيض و12.26% من الأمريكيين الأفارقة و0.23% من الأمريكيين الأصليين و2.68% من الأمريكيين ذوي الأصول الآسيوية و0.05% من سكان جزر المحيط الهادئ و1.99% من الأعراق الأخرى و2.79% من عرقين مختلطين أو أكثر و5.30% من الهسبانيون أو اللاتينيون من أي عرق.
بلغ عدد الأسر 18,554 أسرة كانت نسبة 27.7% منها لديها أطفال تحت سن الثامنة عشر تعيش معهم، وبلغت نسبة الأزواج القاطنين مع بعضهم البعض 41.3% من أصل المجموع الكلي للأسر، ونسبة 11.6% من الأسر كان لديها معيلات من الإناث دون وجود شريك،  بينما كانت نسبة 3.1% من الأسر لديها معيلون من الذكور دون وجود شريكة وكانت نسبة 44% من غير العائلات. تألفت نسبة 35% من أصل جميع الأسر من عدة أفراد يعيشون في نفس المنزل ونسبة 10.1% كانت تتألف من شخص يعيش بمفرده يبلغ من العمر 65 عاماً أو أكثر. وبلغ متوسط حجم الأسرة المعيشية 2.23، أما متوسط حجم العائلات فبلغ 2.90.
بلغ العمر الوسطي للسكان 36.3 عاماً. وكانت نسبة 20.9% من القاطنين تحت سن الثامنة عشر، وكانت نسبة 8.2% بين الثامنة عشر والرابعة والعشرين عاماً، ونسبة 34% كانت واقعةً في الفئة العمرية ما بين الخامسة والعشرين والرابعة والأربعين عاماً، ونسبة 20.7% كانت ما بين الخامسة والأربعين والرابعة والستين، ونسبة 11.9% كانت ضمن فئة الخامسة والستين عاماً فما فوق. يوجد لكل 100 أنثى 91.6 ذكر، ويوجد لكل 100 أنثى في الثامنة عشر من عمرها فما فوق 88.7 ذكر.
بلغ متوسط دخل الأسرة في المدينة 45,712 دولارًا، أما متوسط دخل العائلة فبلغ 59,481 دولارًا. وكان متوسط دخل الذكور 45,738 دولارًا مقابل 33,127 دولارًا للإناث. وسجل دخل الفرد الخاص بالمدينة 24,507 دولارًا. وكانت نسبة 5.2% من العائلات ونسبة 8.7% من السكان تحت خط الفقر، وكان من هؤلاء نسبة 8.9% تحت سن الثامنة عشر ونسبة 6.6% في الخامسة والستين من العمر وما فوق.

### تعداد عام 2010
بلغ عدد سكان ميدلتاون 47,648 نسمة بحسب تعداد عام 2010، وبلغ عدد الأسر 19,863 أسرة وعدد العائلات 10,956 عائلة مقيمة في المدينة. في حين سجلت الكثافة السكانية 434.3 نسمة لكل كيلومتر مربع (1,124.8/ميل2). وبلغ عدد الوحدات السكنية 21,223 وحدة بمتوسط كثافة قدره 193.4 لكل كيلومتر مربع (500.9/ميل2).
وتوزع التركيب العرقي للمدينة بنسبة 75.84% من البيض و12.82% من الأمريكيين الأفارقة و0.22% من الأمريكيين الأصليين و4.87% من الأمريكيين ذوي الأصول الآسيوية و0.06% من سكان جزر المحيط الهادئ و2.47% من الأعراق الأخرى و3.72% من عرقين مختلطين أو أكثر و8.29% من الهسبانيون أو اللاتينيون من أي عرق.
بلغ عدد الأسر 19,863 أسرة كانت نسبة 26.4% منها لديها أطفال تحت سن الثامنة عشر تعيش معهم، وبلغت نسبة الأزواج القاطنين مع بعضهم البعض 38.2% من أصل المجموع الكلي للأسر، ونسبة 13% من الأسر كان لديها معيلات من الإناث دون وجود شريك،  بينما كانت نسبة 4% من الأسر لديها معيلون من الذكور دون وجود شريكة وكانت نسبة 44.8% من غير العائلات. تألفت نسبة 35.7% من أصل جميع الأسر من عدة أفراد يعيشون في نفس المنزل ونسبة 10.8% كانت تتألف من شخص يعيش بمفرده يبلغ من العمر 65 عاماً أو أكثر. وبلغ متوسط حجم الأسرة المعيشية 2.21، أما متوسط حجم العائلات فبلغ 2.91.
بلغ العمر الوسطي للسكان 37.0 عاماً. وكانت نسبة 19.1% من القاطنين تحت سن الثامنة عشر، وكانت نسبة 13.1% بين الثامنة عشر والرابعة والعشرين عاماً، ونسبة 28.7% كانت واقعةً في الفئة العمرية ما بين الخامسة والعشرين والرابعة والأربعين عاماً، ونسبة 26% كانت ما بين الخامسة والأربعين والرابعة والستين، ونسبة 13.2% كانت ضمن فئة الخامسة والستين عاماً فما فوق. وتوزع التركيب الجنسي للسكان بنسبة 48.6% ذكور و51.4% إناث.

## توأمة
لميدلتاون (كونيتيكت) اتفاقيات توأمة مع كل من:
- ميليلي
- Cayey, Puerto Rico [الإنجليزية]‏

## أعلام
- دين آتشيسون
- ماكس تيشلر
- هربرت ويليام كون
- صموئيل ديكنسون هوبارد
- جول داسين
- ديفيد بيبولز
- وليام مانشستر
- جون فان فليك
- صموئيل دبليو. دانا
- ماكس شوالتر

## وصلات خارجية
- http://www.cityofmiddletown.com/